# Krzysztof Zamasz
Krzysztof Michał Zamasz (ur. 14 lipca 1974 w Tychach) – polski menedżer, ekonomista, Profesor Politechniki Śląskiej i Akademii WSB w Dąbrowie Górniczej. Członek zarządu Tauron Polska Energia S.A. w latach 2008–2012, następnie prezes zarządu ENEA S.A. w latach 2013–2015, a w latach 2017-2018 członek zarządu Górnośląsko-Zagłębiowskiej Metropolii. W latach 2018–2019 członek zarządu europejskiego funduszu inwestycyjnego Luma Holding, gdzie zrealizował polski projekt inwestycyjny w Rwandzie i Demokratycznej Republice Konga. Z ramienia holdingu objął funkcję prezesa zarządu LuNa Smelter odpowiadając za budowę i zarządzanie hutą cyny w Afryce Wschodniej. Od czerwca 2019 r. doradca ds. rozwoju prezesa zarządu Grupy Veolia w Polsce, a od września 2019 r. dyrektor handlowy, członek zarządu w Veolia Energia Polska, odpowiedzialny za rozwój linii biznesowej energii, wody i odpadów. Od listopada 2020 r. do maja 2022 r. prezes zarządu spółki handlowej Veolia Energy Contracting Poland, którą współorganizował w ramach struktur handlowych Grupy Veolia w Polsce.

## Życiorys
Ukończył Wyższą Szkołę Zarządzania Marketingowego i Języków Obcych w Katowicach, a także Szkołę Controllingu w Katowicach. Od 2007 r. jest doktorem nauk ekonomicznych na Uniwersytecie Ekonomicznym w Katowicach. W 2016 r. habilitował się na Uniwersytecie Szczecińskim. Obecnie jest profesorem nadzwyczajnym Zarządzania, Administracji i Logistyki ds. Ogólnych na Politechnice Śląskiej w Gliwicach, a także profesorem nadzwyczajnym, dyrektorem Instytutu Transformacji Energetycznej w Akademii WSB w Dąbrowie Górniczej.
Od 25 lat, związany z sektorem energetycznym, w którym realizował projekty związane z jego transformacją. W 1999 r. objął stanowisko w zarządzie Przedsiębiorstwa Energetyki Cieplnej Tychy (PEC Tychy). Był odpowiedzialny za pozyskanie Południowego Koncernu Energetycznego S.A. jako inwestora strategicznego (podpisanie umowy inwestycyjnej na kwotę 7,5 mln EUR). W PEC Tychy zainicjował  projekt wymiany kotłowni węglowych na niskoemisyjne kotłownie retortowe o wartości 1,5 mln EUR sfinansowany w całości środkami zewnętrznymi. 
W latach 2007–2008 był prezesem zarządu w Elektrociepłowni Tychy, należącej do Grupy Tauron.
W 2008 r. objął stanowisko wiceprezesa zarządu ds. handlowych w Tauron Polska Energia S.A. Podczas czterech lat zasiadania w zarządzie wprowadził spółkę na Giełdę Papierów Wartościowych, rozszerzył działalność na rynki Europy Środkowo-Wschodniej i opracował nowy model biznesowy dla całego łańcucha wartości Grupy. Uczestniczył w procesie transformacji modelu Grupy Tauron z holdingu finansowego w holding operacyjny, w którym spółka dominująca przejęła odpowiedzialność za formułowanie celów strategicznych dla spółek podległych, koordynację i realizację kluczowych funkcji w Grupie. W 2009 r. wprowadził na rynek sprzedażowy nowe produkty Tauron Polska Energia. Stworzył  produkt certyfikowany przez Polskie Towarzystwo Certyfikacji Energii – Tauron Eko Premium, czyli energię pochodzącą w 100% z odnawialnych źródeł, w szczególności z małych elektrowni wodnych i farm wiatrowych. Produkt został nagrodzony Ekolaurem Polskiej Izby Ekologii. Uczestniczył w procesie przejęcia aktywów Górnośląskiego Zakładu Elektroenergetycznego od firmy Vattenfall. Dzięki integracji struktur pozyskano ponad 1 milion klientów indywidualnych i biznesowych.
W 2013 r. został prezesem zarządu Enea S.A.. Stanowisko to pełnił przez trzy lata, w trakcie których zwiększył wskaźnik EBITDA z 375 mln EUR w 2012 r. do 507 mln EUR w 2015 r.. Był odpowiedzialny za budowę bloku węglowego o mocy 1075 MW o wartości 1,4 mld EUR oraz za wprowadzenie ładu korporacyjnego w grupie kapitałowej, jak i przeprowadzenie procesów restrukturyzacji i optymalizacji, które poskutkowało uzyskaniem oszczędności na poziomie 143,8 mln EUR w latach 2014–2015. Utworzył też  fundusz venture capital w Grupie Enea z większościowym udziałem Skarbu Państwa. Rozbudował i wzmocnił łańcuch wartości Grupy poprzez dwa główne projekty: rozwój obszaru ciepłowniczego w Grupie w wyniku przejęcia 85% udziałów MPEC Białystok S.A. w drodze przetargu o wartości 62 mln EUR, a także zbudowanie obszaru wydobycia surowców energetycznych w wyniku wezwania do zapisywania się na sprzedaż 64,57% akcji LW Bogdanka, notowanej na polskiej GPW, realizując wówczas czwartą co do wielkości transakcję na polskim rynku o wartości 352,4 mln EUR.
Od 2017 r. do 25 czerwca 2018 r. był członkiem zarządu Górnośląsko-Zagłębiowskiej Metropolii, gdzie odpowiedzialny był za rozwój społeczno-gospodarczy, współpracę międzynarodową oraz zarządzanie projektami i inwestycje. Brał udział w rozmowach z przedstawicielami rządu Chin w celu uruchomienia transportu ze Sławkowa (woj. śląskie) do Chin trasą transkaspijską. Projekt miał na celu usprawnienie i przyspieszenie dostaw ładunków między Europą a Chinami, a także włączenie Śląska w strategiczny szlak transportu transkontynentalnego. Sławków obecnie jest terminalem przeładunkowym Międzynarodowej Transkaspijskiej Trasy Transportowej położonym najdalej na Zachód.
Po odejściu z zarządu GZM został pełnomocnikiem GZM do spraw współpracy z Afryką. Był odpowiedzialny za wspieranie celów strategicznych Metropolii poprzez rozwijanie kontaktów biznesowych z państwami afrykańskimi. 
W 2018 r. objął funkcję prezesa zarządu LuNa Smelter Ltd. w Rwandzie, z ramienia Luma Holding, europejskiego funduszu inwestycyjnego, gdzie odpowiadał za strategiczne projekty w obszarze eksploracji i górnictwa na terenie Afryki Subsaharyjskiej, łączne nakłady inwestycyjne za jakie odpowiadał to 40 mln EUR. Od marca 2019 r. do sierpnia 2019 r. pełnił funkcję członka zarządu w funduszu Luma Holding, odpowiadając za globalny rozwój biznesu i nadzór nad projektami wydobywczymi i hutniczymi w Afryce Subsaharyjskiej.
1 sierpnia 2019 r. objął stanowisko doradcy prezesa zarządu ds. rozwoju Grupy Veolia w Polsce, a w czerwcu 2020 r. został dyrektorem handlowym, członkiem zarządu w Grupie Veolia w Polsce, gdzie odpowiada za rozwój linii biznesowych w obszarach energii, wody i odpadów oraz jest odpowiedzialny za realizację lokalnych projektów związanych z rozwojem sektora ciepłowniczego oraz elektroenergetycznego.
W Grupie Veolia sprawuje nadzór nad łańcuchem dostaw węgla i biomasy do jednostek wytwórczych w Łodzi i Poznaniu oraz 40 małych i średnich ciepłowni (2 mln ton zużycia węgla rocznie) – w tym import w czasie kryzysu energetycznego w 2022 r. 
Odpowiedzialny za fuzje i przejęcia Grupy Veolia w Polsce, a także wsparcie i doradztwo w strategicznych inwestycjach i projektach o wartości ponad 1,2 mld EUR tj.: wymiana węglowych jednostek wytwarzania w Łodzi i Poznaniu na nowe bloki gazowe (CCGT) (Łódź – 250 MWt oraz 200 MWe, Poznań – 214 MWt oraz 114 MWe), spalarnia odpadów w Łodzi.
W obszarze projektów związanych z gospodarką odpadami, powołany we wrześniu 2020 r. na stanowisko prezesa zarządu spółki celowej Veolia Nowa Energia, w ramach której jest odpowiedzialny za rozbudowę łódzkiej elektrociepłowni EC4 o Zakład Odzysku Energii (ZOE), który jako paliwo rocznie ma wykorzystywać 200 tys. ton odpadów, tzw. pre-RDF, powstałych w procesach odzysku i recyklingu odpadów komunalnych.
W listopadzie 2020 r. był jednym z inicjatorów, a następnie pierwszym prezesem zarządu spółki Veolia Energy Contracting Poland – spółki obrotu wielotowarowego dla Grupy Veolia w Polsce (energia elektryczna, ciepło, gaz, paliwa, CO2, prawa majątkowe). W czasie pełnienia funkcji prezesa Veolia Energy Contracting Poland została członkiem Towarowej Giełdy Energii, oraz wygrała dwa duże przetargi na dostawy energii elektrycznej dla: PKP PLK oraz dla miasta Gdańsk na umowę kompleksową. 
Jest aktywnym uczestnikiem życia gospodarczego i społecznego Śląska, inicjatorem i współtwórcą cyklu konferencji branżowych, których gospodarzem była Akademia WSB w Dąbrowie Górniczej „Rynki regulowane – aspekty prawne, finansowe i konkurencyjności na rynku energii, ciepła, wody i odpadów”.  W zorganizowanych 4 konferencjach uczestniczyło ponad 1 000 osób, byli to przedstawiciele praktyki gospodarczej, prezesi i członkowie zarządów największych firm sektora energetyczno-paliwowego oraz uznane autorytety świata nauki z dziedziny prawa, finansów i zarządzania.
Jest także jednym z inicjatorów i wykładowcą studiów MBA o profilu Transformacja Energetyczna i Cyfrowa na Politechnice Śląskiej, którego Veolia Polska jest partnerem strategicznym, odpowiedzialnym za ścieżkę dydaktyczną.
Przedstawiciel Krajowej Izby Gospodarczej odpowiedzialny za współpracę z Afryką Środkowo-Wschodnią, członek Międzynarodowego Stowarzyszenia Ekonomiki w Energetyce (IAEE), członek Międzynarodowego zespołu Rady Szkoły Biznesu Politechniki Śląskiej, członek Wielkopolskiej Platformy Wodorowej, opiniotwórczego i doradczego organu Samorządu Województwa Wielkopolskiego w kwestiach prowadzenia polityki gospodarczej w obrębie technologii nisko i zeroemisyjnych, w tym wodorowych.

## Publikacje
Jest autorem publikacji poświęconych zarządzaniu przedsiębiorstwami energetycznymi oraz ekspertyz naukowo-badawczych z zakresu ekonomiki energetyki, m.in.:
- Rynkowa transformacja sektora usług ciepłowniczych w Polsce – diagnoza, prognoza (PWE, Warszawa 2007),
- Innowacyjne przedsiębiorstwo energetyczne (współautor, Wydawnictwo Adam Marszałek, Toruń 2015),
- New Organization of the Power Industry in Poland as Seen From the European Perspective (China-USA Business Review 2015),
- Efektywność ekonomiczna przedsiębiorstwa energetycznego w warunkach wprowadzania rynku mocy (Wydawnictwo Naukowe PWN, 2015)[33],
- Energy Company in a Competitive Energy Market (PAN, Kraków 2018)[34],
- Efficiency of a Portfolio of Distributed Electricity Generation Resources Managed in a Virtual Power Plant (Wydawnictwo Naukowe PWN, Warszawa 2018),
- Economic efficiency of a power company after the implementation of the capacity market (Wydawnictwo Naukowe PWN, 2019).
- Ocena systemów wsparcia nowych jednostek wysokosprawnej kogeneracji w Polsce, Rynek Energii, 5 (168)/ 2023[1][35]
- The Recent Development of High-Efficiency Cogeneration Units in Poland, Forum Scientiae Oeconomia, Vol.11, 2023[36]

## Odznaczenia
- Złoty Krzyż Zasługi (2013)[37]
- Krzyż Kawalerski Orderu Odrodzenia Polski (2015)[38]